# 和久本貞雄
和久本 貞雄（わくもと さだお、1925年10月1日 - 2011年5月17日 ）は、日本の歯学者・歯科医師。昭和大学名誉教授。元昭和大学歯学部長。正五位瑞宝中綬章。

## 経歴
1943年京北実業学校卒業、1948年東京医学歯学専門学校卒業、東京医科歯科大学講師、助教授を経て1969年より東北大学教授、1979年より昭和大学歯学部教授、1985年より同歯学部長、1991年より名誉教授。
1959年 東京医科歯科大学より医学博士の学位を得る。学位論文は「模型ごとに埋没する鋳造方式について 」。

## 著書
- 和久本貞雄『歯科材料・器械』医歯薬出版〈歯科技工全書〉、1956年3月。
- 榊原悠紀田郎、弓削朝子、和久本貞雄『歯科用器械の手びき 診療室・保存用』医歯薬出版〈でんたるおぐじりありーシリーズ（上巻）〉、1964年6月。ASIN B000JAFLKK。
- 榊原悠紀田郎、弓削朝子、和久本貞雄『歯科用器械の手びき 診療室・保存用』医歯薬出版〈でんたるおぐじりありーシリーズ（中巻）〉、1964年9月。ASIN B000JAEVBK。
- 和久本貞雄『充填』（第2版）医歯薬出版〈歯科技工全書〉、1968年3月。ASIN B000JA17DU。
- 和久本貞雄 他『歯科材料と臨床』監修 橋本弘一、医歯薬出版、1978年12月。ASIN B000J8JPPE。
- 和久本貞雄 編『イヤーブック 1979 修復学』クインテッセンス出版、1979年9月1日。ASIN B000J8C5II。ISBN 978-4-87417-040-3。
- 和久本貞雄『保存修復』医歯薬出版、1980年3月。ASIN B000J88K5U。
- 『歯科用アマルガム』翻訳 和久本貞雄、書林、1980年3月。ASIN B000J89B76。
- 和久本貞雄 編『イヤーブック 1980 修復学』クインテッセンス出版、1980年11月26日。ASIN B000J7YTB0。ISBN 978-4-87417-056-4。
- 和久本貞雄 編『イヤーブック 1981 修復学』クインテッセンス出版、1981年12月1日。ISBN 978-4-87417-073-1。
- 和久本貞雄 編『修復学 1982 イヤーブック』クインテッセンス出版、1982年12月1日。ISBN 978-4-87417-090-8。
- 和久本貞雄、久光久『最新保存修復』医歯薬出版、1984年4月。ASIN B000J75MSE。
- 和久本貞雄、久光久『要説保存修復学』書林、1984年11月。ASIN B000J6OWNQ。
- 総山孝雄、細田裕康、和久本貞雄、岩久正明『新保存修復術 ウ蝕治療革命の補遺整備』クインテッセンス出版、1985年4月10日。ISBN 978-4-87417-139-4。
- Knud Dreyer Jørgensen『インレーとクラウン : 歯科精密鋳造の理論と実際』訳 和久本貞雄、久光久、書林、1988年4月。 NCID BN02890243。
- 和久本貞雄、久光久、伊藤和雄『最新保存修復』（第2版）医歯薬出版、1995年4月。ISBN 978-4-263-40408-9。
- 土谷, 裕彦、和久本, 貞雄、片山, 伊九右衛門 編『新編 保存修復』クインテッセンス出版〈歯科衛生士教育マニュアル〉、1997年12月10日。ISBN 978-4-87417-570-5。

## 所属学会
- 日本歯科保存学会 指導医[1]
- 日本歯科審美学会 指導医[1]
- 日本歯科理工学会 名誉会員[4]
- 日本歯科色彩学会 名誉会員[9]、理事[1]
- 日本成人矯正歯科学会 理事[1]
- 日本医用歯科機器学会 [10]
- 日本健康医療学会 発起人[11]、顧問 [12]
- PFA日本部会元部会[1]

| 学職                                              | 学職                                                              | 学職                                                  |
| ------------------------------------------------- | ----------------------------------------------------------------- | ----------------------------------------------------- |
| 先代 石川達也 第2回 1987年 野口英世記念館         | 日本老年歯科医学研究会総会・学術大会 大会長 第3回 1988年 昭和大学 | 次代 園山昇 第4回 1989年 日仏会館ホール               |
| 先代 中村健吾・加藤喜郎 第6回 1988年 日本歯科大学 | 日本接着歯学研究会 講演会 大会長 第7回 1989年 昭和大学            | 次代 熱田充・片山隆昭 第8回 1990年 福岡県歯科医師会館 |
| 先代 藤井弁次 第4回 1994年 大阪歯科大学           | 日本歯科道具研究会 研究発表大会 大会長 第5回 1995年 昭和大学      | 次代 斎藤毅 第6回 1996年 日本大学                     |